# Желирующий сахар
Желирующий сахар — торговое название сахара, который используют для приготовления варенья, джемов, желе, мармеладов и конфитюров в домашних и промышленных условиях. Он состоит из кристаллов сахара с добавкой 1% пектина для желирования и, в малых концентрациях, лимонной кислоты как регулятора кислотности, сорбата калия как консерванта, растительного масла против слёживания.
В 1965 году немецкая компания Pfeifer & Langen выпустила на рынок желеобразующий сахар 1:1 в качестве первого желирующего сахара. В последующие годы продукт производился лицензиатами в Германии и за рубежом.
Желирование сахара значительно сокращает время приготовления джема. Такого сахара требуется значительно меньше, чем обычного при том же способе хранения.
На упаковке желирующего сахара часто приводятся рецепты для приготовления желе из разных ягод. Например, немецкие и английские рецепты предлагают три варианта соотношений:
- 1:1 — Для желе и джемов с одинаковым весом фруктов и желирующего сахара.
- 2:1 — Для меньшей сладости. По весу фруктов вдвое больше, чем сахара.
- 3:1 — Для максимального фруктового вкуса. По весу фруктов втрое больше, чем сахара.

Из-за содержания пектина желирующий сахар не хранится так же долго, как обычный.